# 5ª Divisione CC.NN. "1 febbraio"
La 5ª Divisione CC.NN. "1º febbraio" era una divisione italiana della Milizia Volontaria per la Sicurezza Nazionale (MVSN), che fu impiegata nella Guerra d'Etiopia.
Il nome "1º febbraio" le venne dato in ricordo della data di fondazione della MVSN stessa, avvenuta il 1º febbraio 1923.

## Ordine di battaglia: 1935
- 107ª Legione CC.NN. "Cairoli" (Pavia)
  - CVII Battaglione CC.NN. (Pavia)
  - CLXXXVI Battaglione CC.NN. (Lucca)
  - 107ª Compagnia mitraglieri pesanti (Pavia)
  - 107ª Batteria someggiata da 65/17 (Pavia)
- 128ª Legione CC.NN. "Randaccio" (Vercelli)
  - CXXVIII Battaglione CC.NN. (Vercelli)
  - CXXIX Battaglione CC.NN. (Arona)
  - 128ª Compagnia mitraglieri pesanti (Vercelli)
  - 128ª Batteria someggiata da 65/17 (Vercelli)
- 142ª Legione CC.NN. "Berica" (Vicenza)
  - CXLII Battaglione CC.NN. (Vicenza)
  - CCXLII Battaglione CC.NN. (Vicenza)
  - 142ª Compagnia mitraglieri pesanti (Vicenza)
  - 142ª Batteria someggiata da 65/17 (Vicenza)
- V Battaglione CC.NN. mitraglieri
- V Gruppo someggiato da 65/17 del Regio Esercito
- 2 battaglioni complementi CC.NN.
- 5ª Compagnia speciale genio (CC.NN. e R.E.)
- 5ª Sezione CC.RR.
- Ufficio Commissariato
- 5ª Sezione sanità
- 5ª Sezione sussistenza
- 5º Autoreparto misto
- 5º Reparto salmerie divisionali

## Comandanti
- Luogotenente generale Attilio Teruzzi
- Luogotenente generale Vittorio Vernè